# Hryhorij Chymotschka
Hryhorij Mychajlowytsch Chymotschka (ukrainisch Григорій Михайлович Химочка, englische Transkription: Grigoriy Himochka, auch: George Himochka; * 15. September 1948 in der Ukrainischen SSR) ist ein ukrainischer Snookerspieler aus Myrhorod.
Er gilt als ein Pionier des Snookersports in der Ukraine und gewann 2004 die erste ukrainische Meisterschaft. Zwei Jahre später wurde er Vizemeister.

## Leben
Hryhorij Chymotschka wurde 1948 geboren und wuchs in Saporischschja auf. Als Soldat der Sowjetarmee war er in den 1970er- und 1980er-Jahren während der Sowjetischen Intervention in Afghanistan und während des Bürgerkriegs in Äthiopien stationiert. Heute lebt er in Myrhorod.

## Karriere

### Frühe Jahre
Hryhorij Chymotschka begann während seiner Schulzeit mit dem Billardspielen, wobei er zunächst Russisches Billard spielte. Bereits wenige Jahre später gewann er mehrere regionale Turniere in Saporischschja und Odessa. Anfang der 2000er-Jahre begann er Snooker zu spielen.

### Snooker
Im Oktober 2004 zog Chymotschka bei der ersten ukrainischen Meisterschaft im Snooker unter anderem durch Siege gegen Oleksij Dobrowolskyj, Serhij Waskowskyj und Maksym Storoschenko ins Endspiel ein, in dem er sich gegen Bohdan Moltschanow mit 4:1 durchsetzte und ukrainischer Meister wurde. Anfang 2005 erreichte er im nationalen Pokal das Viertelfinale und bei der Europameisterschaft verlor er alle sieben Gruppenspiele. Auch bei der ukrainischen Meisterschaft 2005 schied er in der Vorrunde aus, wobei er drei seiner sechs Gruppenspiele gewann.
Nachdem Chymotschka Anfang 2006 im ukrainischen Pokal und bei den All-Ukrainian Open das Viertelfinale erreicht hatte, zog er bei der ukrainischen Meisterschaft ins Endspiel ein, in dem er sich dem Titelverteidiger Serhij Issajenko mit 0:3 geschlagen geben musste. In den folgenden drei Jahren gelangte er unter anderem im ukrainischen Pokal dreimal ins Viertelfinale und bei den CIS Open 2009 ins Achtelfinale. Im Dezember 2009 nahm er nach drei Jahren wieder an der nationalen Meisterschaft teil und kam ins Viertelfinale, in dem er gegen Titelverteidiger Serhij Petrasch verlor.
Bei den CIS Open 2010 schied Chymotschka in der Vorrunde aus. Im November 2011 nahm er zum bislang letzten Mal an einem größeren Snookerturnier teil, als er bei der ukrainischen Meisterschaft in der Vorrunde ausschied.

### Russisches Billard
Im Russischen Billard trat Chymotschka nach längerer Pause 2009 erstmals wieder in Erscheinung, als er nach einem Vorrundenaus bei der nationalen Meisterschaft, überraschend die Bronzemedaille bei der Europameisterschaft in der Altersklasse Veteranen gewann, wobei er im Halbfinale gegen den späteren Europameister Iwan Arywanjuk verloren hatte. Während er 2010 auf nationaler Ebene erneut in der Vorrunde scheiterte, gelangte er bei der Weltmeisterschaft ins Viertelfinale, in dem er dem späteren Turniersieger Giwi Anfimiadi unterlag.
2011 kam Chymotschka bei der Ü60-EM erneut ins Halbfinale, in dem er gegen Anatolij Maliwantschuk verlor, und gewann durch einen 3:2-Finalsieg gegen Wolodymyr Lutschynskyj den Gotowzew-Pokal. Im folgenden Jahr gewann er bei den Veteranen eine Bronzemedaille im ukrainischen Pokal und erreichte das Achtelfinale bei der nationalen Meisterschaft, schied daneben jedoch bei mehreren nationalen Turnieren in der Vorrunde aus. 2013 wurde er im Pokal und bei der nationalen Meisterschaft Dritter. Daneben nahm er in diesem Jahr an der Turnierserie Golden League in Russland teil und belegte in der Gesamtwertung den vierten Platz, schied anschließend jedoch beim Finalturnier in der ersten Runde aus.
Nachdem Chymotschka im ukrainischen Pokal 2015 erneut ins Halbfinale gekommen war, nahm er im Mai 2015 am Einladungsturnier Legenden der Sowjetunion in Moskau teil und erreichte das Achtelfinale, in dem er seinem Landsmann Jewhen Tschebenejew unterlag. 2017 nahm er an zwei Turnieren der Golden League teil und erreichte beim Event in Krasnodar das Viertelfinale.
Im Mai 2018 wurde Chymotschka bei der ukrainischen Meisterschaft der Veteranen Dritter, nachdem er im Halbfinale gegen den späteren Turniersieger Bohdan Romanowytsch verloren hatte. Wenig später nahm er zum ersten Mal an der ukrainischen Herrenmeisterschaft teil, bei der er jedoch nach Niederlagen gegen Karen Warossjan und Ljubomyr Bilyj in der Vorrunde ausschied. Am Jahresende gewann er durch einen 4:3-Finalsieg gegen Jossyp Karpa den FBSU Open Cup in der Altersklasse Veteranen. Im August 2019 wurde er im Endspiel gegen Stepan Myrontschuk mit 3:2 ukrainischer Meister der Veteranen in der Disziplin Klassische Pyramide.

## Erfolge
Snooker
| Ergebnis | Jahr | Turnier                   | Finalgegner        | Endstand |
| -------- | ---- | ------------------------- | ------------------ | -------- |
| Sieger   | 2004 | Ukrainische Meisterschaft | Bohdan Moltschanow | 4:1      |
| Finalist | 2006 | Ukrainische Meisterschaft | Serhij Issajenko   | 0:3      |

Russisches Billard
| Ergebnis | Jahr | Turnier                                       | Finalgegner            | Endstand |
| -------- | ---- | --------------------------------------------- | ---------------------- | -------- |
| Sieger   | 2011 | Gotowzew-Pokal                                | Wolodymyr Lutschynskyj | 3:2      |
| Sieger   | 2018 | FBSU Open Cup (Veteranen)                     | Jossyp Karpa           | 4:3      |
| Sieger   | 2019 | Ukrainische Veteranenmeisterschaft (Kl. Pyr.) | Stepan Myrontschuk     | 3:2      |